# Maxim Iwanowitsch Newsorow
Maxim Iwanowitsch Newsorow (russisch Макси́м Ива́нович Невзо́ров; * 1762 oder 1763 in Rjasan; † 27. Septemberjul. / 9. Oktober 1827greg. in Moskau) war ein russischer Dichter und Publizist.

## Leben
Newsorow stammte aus dem geistlichen Stand. Schon früh verlor er seinen Vater. Seine Ausbildung erhielt er zunächst am Rjasaner Seminar. In den Jahren 1779–1788 studierte er an der medizinischen und juristischen Fakultät der Moskauer Universität, gefördert von der „Druscheskoje utschonoje obschtschestwo“ (Дружеское учёное общество, etwa „Wissenschaftliche Freundesgesellschaft“), und wurde von beiden Fakultäten zwei Mal mit Goldmedaillen ausgezeichnet. Dank der Protektion N. I. Nowikows und I. W. Lopuchins wurde er zum Abschluss seiner Ausbildung ins Ausland geschickt und kehrte 1792 als Doktor der Medizin der Universität Leiden zurück.
Bei seiner Rückkehr 1792 wurde er wegen „martinistischer Umtriebe“ verhaftet und in der Peter-und-Paul-Festung eingesperrt, anschließend wurde er in eine psychiatrische Anstalt eingewiesen. 1798 wurde er aus dem Krankenhaus entlassen.
Unter Alexander I. näherte er sich erneut den Freimaurern an. Ab 1801 bekleidete er mehrere Ämter an der Moskauer Universität, ab 1803 war er Mitglied des Zensurkomitees der Universität, ab 1805 war er Chef der Universitätsdruckerei; von diesem Posten wurde er 1815 wegen Insubordination entbunden.
Newsorow war Bewunderer der deutschen Philosophie und besaß umfangreiche Kenntnisse, zeichnete sich jedoch nicht durch besondere dichterische Begabung aus; seine Oden und Elegien – die früheste stammt aus dem Jahre 1799 – gelten als ziemlich schlecht. Einige wurden in der Zeitschrift „Minerva“ (Минерва) veröffentlicht. Etwas besser sind die Oden, die unter dem Eindruck der Kriegsereignisse der Jahre 1812–1814 entstanden. Er brachte sie in verschiedenen Periodika unter.
Seine literarische Bekanntheit verdankt Newsorow der von ihm herausgegebenen und praktisch ausschließlich von ihm verfassten Zeitschrift „Freund der Jugend“ (Друг юношества, 1807–1815). Die erschienenen Artikel befassten sich überwiegend mit Erziehungs- und Bildungsfragen und besaßen mystisch-religiösen Charakter. Von Interesse ist noch seine 1803 erschienene Beschreibung Reise nach Kasan, Wjatka und Orenburg im Jahre 1800, die er verfasste, als er I. W. Lopuchin auf einer senatorischen Inspektionsreise begleitete. In den Jahren 1813–1814 gab er auch das „Historische, statistische und geographische Journal“ heraus, in dem er Artikel zu historischen Themen veröffentlichte.
Begraben ist Newsorow im Moskauer Simonow-Kloster.